# Trentepohlia nigripes
Trentepohlia nigripes är en tvåvingeart som beskrevs av Alexander 1953. Trentepohlia nigripes ingår i släktet Trentepohlia och familjen småharkrankar.
Artens utbredningsområde är Madagaskar. Inga underarter finns listade i Catalogue of Life.